# Os Mares do Sul
Os Mares do Sul (Los mares del Sur em castelhano no original) é um romance de mistério escrito por Manuel Vázquez Montalbán publicada pela primeira vez em 1979.
É em geral considerado o romance mais famoso em que participa o detetive Pepe Carvalho.
Foi incluido na lista dos 100 melhores romances em castelhano do século XX organizada pelo periódico espanhol El Mundo.
Em 1979 o romance foi galardoado com o Prémio Planeta.

## Resumo
A investigação de Pepe Carvalho é sobre um empresário influente chamado Carlos Stuart Pedrell, que deveria estar a viajar pelos Mares do Sul há cerca de um ano, mas que aparece abandonado morto por esfaqueamento num baldio de um subúrbio de Barcelona. O amigo e advogado do morto, Viladecans, em nome da viúva, contrata Pepe Carvalho para descobrir o que a vítima fez durante todo o ano que nunca passou na Polinésia. Mas o assassínio é o que menos conta: trata-se de saber em que negócio ele esteve envolvido. Carvalho, à medida que o caso avança, descobre uma personalidade fascinada por Gauguin, obcecada em seguir o trajeto de vida deste e imersa num formidável emaranhado cheio de contradições.

## Citações de livros
Ao longo do romance Montalbán faz inúmeras referências a obras literárias, designadamente:
- Maurice, de E. M. Forster[3]:20
- Os Paradigmas da Ciência, de Hans Küng[3]:21
- A Terra Queimada, de T.S. Eliot[3]:21;77
- O Assassinato de Roger Ackroyd, de Agatha Christie[3]:44
- La Grande Cuisine Minceur, de Michel Guérard[3]:48
- Coração, de Edmundo De Amicis[3]:51
- Na Outra Margem, Entre as Árvores, de Ernest Hemingway[3]:51
- Comunismo sem Crescimento, de Wolfgang Harich[3]:53
- Señas de identidade, de Juan Goytisolo[3]:53
- La Filosofia e su Sombra, de Eugenio Trías[3]:55
- A Ilha do Tesouro, de Robert Louis Stevenson[3]:71
- Dicionário Gastronómico Valenciano[3]:75
- Gastronomia da Província de Valência[3]:75
- Cem Receitas de Arroz Típicas da Região Valenciana[3]:75
- Sónnica a cortesã, de Vicente Blasco Ibáñez[3]:75
- Lamento per il Sud, de Salvatore Quasimodo[3]:79
- L´emigrant, de Vendrell[3]:79
- La vita non é sogno, de Salvatore Quasimodo[3]:79
- O Sentido do Êxtase, de Alan Watts[3]:101
- Os Felizes Quarenta, de Barbara Probst Salomon[3]:101
- La Regenta, de Leopoldo Alas[3]:113

## Referência a pintura de Paul Gauguin
Dado que a personagem cuja morte o detetive Pepe Carvalho investiga parecia seguir as pisadas de Gauguin, em Os Mares do Sul é explicitamente referida uma das pinturas deste pintor: trata-se de Que Somos? Para onde Vamos? Donde vimos? cuja reprodução é colocada no quarto privado do morto.:34

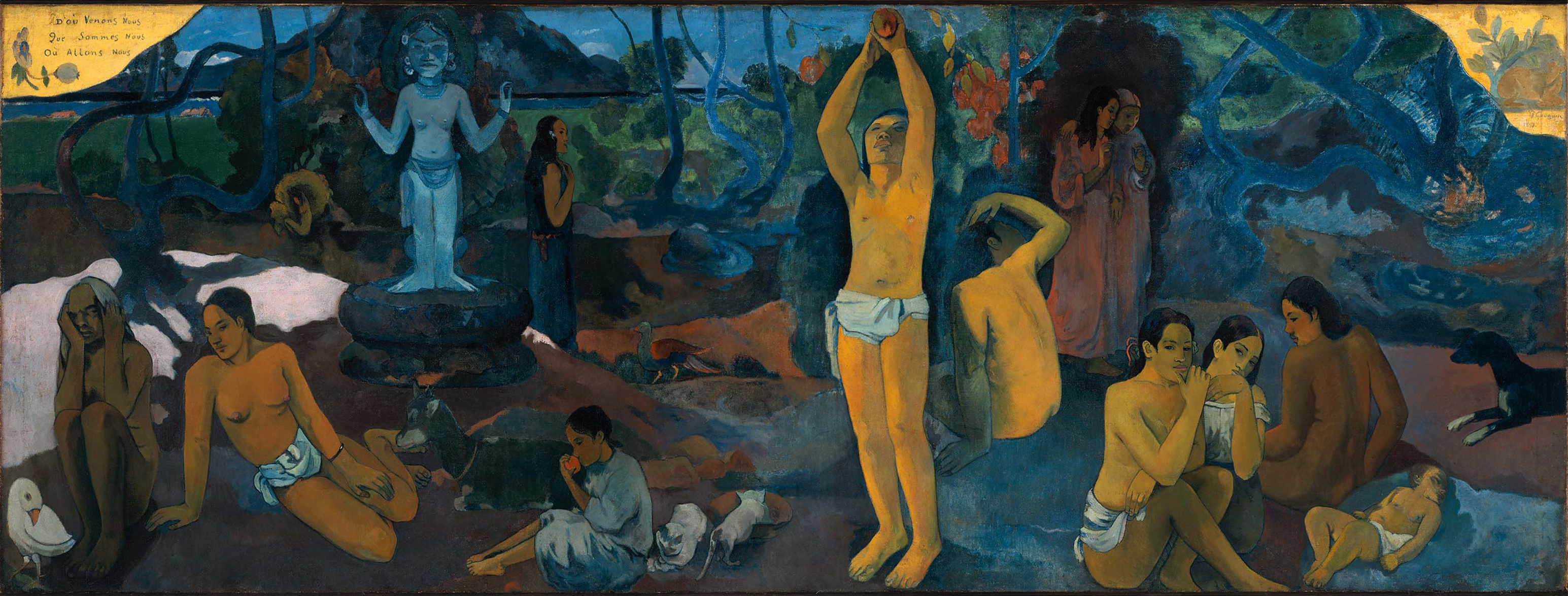
Que Somos? Para onde Vamos? Donde vimos? (1897) de Paul Gauguin

## Edições em português
- Manuel Vázquez Montalbán, Os Mares do Sul, tradutor Manuel de Seabra, Abril Controljornal Edipresse, Biblioteca Visão, Coleção Lipton, 2000, ISBN 972-611-699-6